# Aníbal Martínez Zuleta
Aníbal Rafael Martínez Zuleta, también conocido como "El negro grande del Cañaguate", (Valledupar, Magdalena, 30 de noviembre de 1927-Valledupar, Cesar, 4 de octubre de 2014) fue un abogado y político colombiano, excongresista, excontralor general de Colombia y exalcalde de Valledupar. 
Fue propietario de la emisora radial La Voz del Cañaguate, fundada en 1982 en Valledupar donde transmitía su programa semanal ‘Diálogos del País Vallenato’ y que mantuvo por 30 años con el fin de divulgar y promover el folclor y la cultura vallenata. También fue escritor y columnista, periodista empírico, docente universitario, empresario y hacendado. En sus últimos años promovió ideas que buscaban el desarrollo de la región, como la de convertir a los departamentos del Cesar, La Guajira y Magdalena en una Región Autónoma de Colombia.
Fue un promotor incansable de la protección del medio ambiente en los departamentos del Cesar, Guajira y Magdalena, en especial a la conservación natural de la Sierra Nevada de Santa Marta y sus ríos, en particular el río Guatapurí, en el que se bañaba cada mañana que podía.
También fue miembro de la Hermandad Jesús Nazareno y devoto del Santo Ecce Homo, santo patrono de Valledupar.

## Familia
Aníbal fue hijo de Raúl Martínez Pupo y Felicia Zuleta Quiroz. Felicia se cambió el apellido de Quiroz a Zuleta, por lo que Aníbal en realidad habría sido Aníbal Martínez Quiroz. El humilde hogar de los Martínez-Zuleta estaba enclavado en el barrio Cañaguate de Valledupar y era su abuela, Cleofe Zuleta Molina quien era la matrona y llevaba las riendas de la familia.
Su abuela Cleofe Zuleta fue hija de José María Quiroz y de Cleofe Zuleta Molina, descendientes de Ciriaca Quiroz Daza, parientes lejanos del Presidente de Colombia Alfonso López Pumarejo, cuya madre Rosario Pumarejo era oriunda de Valledupar. Fue su abuela Cleofe quien impulsó a sus nietos Aníbal y Manuel Narciso a estudiar y ser profesionales, a como diera lugar, por lo que trabajaba incansablemente como lavandera de ropa para sustendar sus estudios. Su hermana Sol María, permaneció en Valledupar. 
Su hermano Manuel Narciso fue enviado a Bogotá a estudiar medicina a la Universidad Nacional, luego volvió a la región, pero se radicó en el municipio de La Paz, Cesar.
Martínez Zuleta pasó su infancia en el 'Viejo Valledupar', los barrios tradicionales de El Cañaguate, El Cerezo, el Centro, La Guajira y La Garita, cuando la población local no pasaba de 2 mil habitantes. 
Aníbal Rafael Martínez Zuleta se casó con Ana Julia Martínez Torres, residentes en ese entonces del barrio Cañaguate de Valledupar. Tuvieron los hijos: Raúl (fallecido en 1971), Ruth, Piedad, Consuelo, María Cleofe, Gabriel y Aníbal José Martínez Martínez. Sus hijos extramatrimoniales son Rafael Tobías, Gabriel Severo y Mery Luz Martínez Socarrás.
Su hijo Raúl murió en un accidente en 1971, mientras que sus otros hijos varones, Gabriel y Aníbal José, también murieron en un accidente.
El 22 de agosto de 1992, su hija María Cleofe fue secuestrada por miembros de la guerrilla del ELN y luego liberada meses después el 12 de marzo de 1993.

## Educación
Pasó su infancia entre Valledupar y el colegio de educación primaria de un español en la población de Minca, cerca a Santa Marta, sobre las montañas de la Sierra Nevada. A la escuela también asistió Jaime Gnecco Hernández y el samario 'Nacho' Vives. Martínez fue luego enviado por su abuela y sus padres a la ciudad de Santa Marta a terminar el bachillerato en el Liceo Celedón.
Después de graduarse como bachiller en Santa Marta, por problemas económicos no pudo viajar a Bogotá a estudiar, por lo que estuvo un año sabático en Valledupar con su familia. Finalmente fue enviado a la capital a estudiar en la facultad de derecho de la Universidad Nacional de Colombia, donde fue becado. Se graduó con tesis laureada. 
En Bogotá se reunía con sus coterráneos vallenatos, Rafael Valle Meza, Ciro Pupo Martínez, Clemente Quintero Araújo, José María Castro Palmera quienes también cursaban estudios o trabajaban en la capital. 
Mientras estudiaba en Bogotá, el vallenato Pedro Castro Monsalvo fue nombrado ministro de Agricultura, por lo que rápidamente consiguió un trabajo en el ministerio como mensajero. En sus estudios universitarios fue pupilo del abogado especializado en derecho procesal, Gustavo Orjuela Hidalgo.

## Trayectoria
Tras terminar sus estudios en la Universidad Nacional, con la ayuda de su profesor Orejuela, Martínez consiguió llegar a ser juez Municipal de Vianí, Cundinamarca, más adelante fue Juez del Circuito y Juez Superior de Bogotá, Magistrado y miembro de la Comisión Nacional de Instrucción Criminal.
Debido al prestigio que alcanzó en la rama judicial, el presidente Alberto Lleras Camargo lo escogió para formar parte del equipo de jueces y magistrados que adelantó el proceso contra el régimen militar del dictador Gustavo Rojas Pinilla. Martínez integró la Comisión Nacional de Instrucción Criminal como magistrado.
Hizo amistad con numerosas personas de tradición política y judicial con nexos con en el gobierno nacional tradicional; como Fernando Londoño Londoño, Luis Carlos Arango Vélez y Luis Carlos Pérez.

### Secretario de Gobierno del Magdalena
Luego del proceso contra Rojas Pinilla, Martínez fue nombrado secretario de Gobierno del departamento del Magdalena por el presidente Vargas Lleras. 
Siendo secretario y gobernador del Magdalena (encargado), Martínez tuvo que lidiar con protestas de los trabajadores de la zona bananera en el departamento del Magdalena. En ese entonces, lideradas por Nacho Vives. Martínez logró convencerlo de resolver pacíficamente la situación y no crear una tragedia, lo que a cambio le daría mayor altura a la contienda política que Vives sostenía con el gobierno de Santa Marta. 

### Representante a la cámara por el Magdalena
Luego del episodio con Vives, Martínez decidió lanzarse a las contiendas electorales. Inicialmente logró ser diputado de la Asamblea del departamento del Magdalena. Después fue elegido representante a la Cámara por el Magdalena en dos ocasiones. 

### Creación del departamento del Cesar
Martínez fue de los dirigentes políticos que impulsó la causa para la creación del departamento del Cesar. La idea de crear el departamento creció en los políticos de Valledupar, cansados de la dependencia de Santa Marta. Fue a través de las gestiones de los políticos liberales, miembros del MRL y lideradas por Alfonso López Michelsen, Zuleta Alfonso Araújo Cotes y José Antonio Murgas que la idea tomó fuerza. El MRL apoyó las ponencias de Luis Eduardo Adamo y Germán Bula Hoyos para crear el departamento y el presidente Carlos Lleras Restrepo y su ministro Misael Pastrana Borrero. López se convirtió en el primer gobernador del Cesar. 
En sus correrías políticas por el departamento del Cesar, iba siempre con Alfonso López Michelsen, Carlos Caballero, Alfonso Araújo Cotes, Edgardo Pupo y Efraín Quintero Araújo.
Luego en Valledupar, Martínez fue elegido al Concejo de Valledupar.

### Representante a la cámara por el Cesar
Martínez fue de los primeros representante a la cámara que tuvo el naciente departamento del Cesar. Sirvió por dos periodos. 

### Contralor de la república (1975-1982)
Martínez fue nombrado contralor general de la República (CGR) por el Congreso de Colombia, cargo que ocupó durante los períodos presidenciales de Alfonso López Michelsen y Julio César Turbay. Durante su periodo como contralor, Martínez se rigió por la Constitución de 1886. 
En sesión del 1 de octubre de 1975, Martínez fue elegido sobre el representante Jaime Ucrós. Martínez recibió el apoyo de congresistas conservadores presentes como Jaime Murgas Arzuaga, Alberto Caamaño Martínez y Arturo Vega. Entre los candidatos liberales aspiraban junto a Martínez, Héctor Charry Samper y Augusto Espinosa Valderrama.
En su paso por la Contraloría, Martínez creó el Colegio para hijos de empleados de la Contraloría General de la República, construyó el Centro Médico y estableció el pago de primas para empleados.
La Reforma López Michelsen-Aníbal Martínez Zuleta
El Decreto 926 de 1976, Artículo 9, aprobado por el presidente López Michelsen para los trabajadores de la Contraloría, creó la Oficina de Carrera Administrativa. Complementariamente, el Decreto 924 de 1976 menciona los concursos para acceder al sistema de carrera en la CGR y el Decreto 937 del 12 de mayo de 1976, expidió el Estatuto de Personal para Empleados de la CGR.
Fue tal el prestigio que alcanzó que entre sus copartidarios liberales le recomendaban aspirar a la Presidencia de la República de Colombia, también amasó una gran distribución burocrática que haría posible la aspiración presidencial, también por los multimillonarios contratos que se celebran en el ente gubernamental.

#### Condena de la Corte Suprema de Justicia por "cohecho"
En enero de 1985 la Corte Suprema de Justicia de Colombia lo sentenció a 3 años de cárcel por haber autorizado abrir una cuenta con fondos de la Contraloría General de la República, de la que obtuvo luego préstamos a su nombre por $5 millones de pesos. La Corte encontró que Martínez era culpanle del delito de "cohecho". Sin embargo, Martínez no pagó cárcel, sino que obtuvo libertad condicional al pagar un multa por valor de $1 millón de pesos.
Como contralor en los gobiernos de López Michelsen y Turbay Ayala, Martínez Zuleta se convirtió en "símbolo nacional de la corrupción", calificado así por sus contradictores.
El 22 de septiembre de 1983, el juez 90 de instrucción criminal Jesús Antonio Guarnizo, recibió indagatoria del presidente del Banco del Comercio por presunto pago de comisiones a Ana Julia Martínez y la congresista María Cleofe Martínez, esposa e hija respectivamente del contralor Aníbal Martínez por el caso de las cuentas bancarias de la Controlaría usadas para préstamos personales. Al caso fueron sumados trabajadores de la CGR y allegados a Martínez, su esposa y su hija:
- Director financiero y administrativo de la CGR: Hernán José Baute Meza.
- Ex Secretario general de la CGR: Roberto Palacino Borbón y su esposa.
- Exjefe de personal de la CGR: Rafael García Vellagin.
- El diputado, Darío Pavajeau Molina

Otras ocho personas también estaban siendo investigadas en relación con el caso.
Martínez fue emplazado dos veces para que rindiera indagatoria ante el magistrado Luis Fiorillo Porras de la Sala Penal de la Corte.

### Naciones Unidas
Tras terminar su paso por la contraloría, Martínez fue nombrado Director del Instituto Latinoamericano de Ciencias Fiscales. Luego pasó a ser Auditor Externo de las Organización de las Naciones Unidas (ONU), fue presidente del Panel de Auditores de la ONU y miembro del Grupo de Expertos en Finanzas y Hacienda Pública de la ONU.

### Alcalde de Valledupar (1990-1992)
Para las elecciones de alcaldía de Valledupar del 11 de marzo de 1990, Martínez Zuleta se enfrentó al también liberal y exministro de Trabajo José Antonio Murgas. Su candidatura fue respaldada principalmente por Pepe Castro y Alfonso Araújo Cotes. A los apoyos por parte de liberales se sumaron los del exministro conservador Carlos Arturo Marulanda y de la Unión Patriótica mediante el denominado 'Frente Cívico', que inicialmente apoyó a José Antonio Murgas.
Martínez se convirtió en el segundo alcalde de Valledupar por elección popular tras la adopción de la Constitución de Colombia de 1991, siendo el primero su antecesor, Rodolfo Campo Soto. Anteriormente eran cargos por nombramiento. 
Martínez sirvió como alcalde entre junio de 1990 y mayo de 1992. Su administración llevó el eslogan ‘Ciudad sorpresa Caribe' que exaltaba el sobrenombre dado a Valledupar por el desarrollo que alcanzó durante la bonanza algodonera de finales de la década de 1970 y principios de 1980.
Durante su administración se construyó el Hospital Eduardo Arredondo Daza, al que inicialmente le llamaban coloquialmente el 'hospitalito del barrio San Martín', el hospitalito del Centro de Desarrollo Vecinal (CDV) del barrio Sabanas y los hospitalitos rurales de los corregimientos de Atánquez, Patillal y Mariangola.
También ejecutó la construcción de la Galería Popular para resolver los graves problemas de invasión del espacio público en el centro de la ciudad que formaban los vendedores ambulantes. 
Durante su administración fueron construidas dos importantes avenidas que conectaron a la ciudad con el Balneario Hurtado en el río Guatapurí, lo que facilitó el acceso a los turistas y habitantes de Valledupar a la zona. Las avenidas fueron la Carrera 4.ª que también conecta a Valledupar con los corregimientos del norte. 
En infraestructura educativa, la administración Zuleta construyó los colegios Jaime Molina y Alfonso Cotes Querúz en Valledupar. Otras 40 instituciones educativas fueron construidas en resguardos indígenas.
Para fomentar la construcción de viviendas, el alcalde Martínez institucionalizó entre las secretarías municipales de la alcaldía de Valledupar, el Fondo de Vivienda de Interés Social (Fonvisocial).
Durante su alcaldía fueron famosos los enfrentamientos políticos con Consuelo Araújo, lo que también desató rivalidad entre las emisoras La Voz del Cañguate y Radio Guatapurí.
El 26 de abril de 1991, el secretario de gobierno del Cesar, Eloy Quintero Romero tuvo un enfrentamiento físico y verbal con el alcalde Martínez. Quintero Romero escupió al alcalde Martínez cuando este le gritó "guerrillero" y otras vulgaridades durante una fiesta en el Club Valledupar. Por el incidente el mismo alcalde ordenó el arresto de Quintero Romero por 6 días.

#### Caso Glorieta en Avenida Hurtado
El 4 de junio de 1992, la Procuraduría Regional del Cesar le corrió pliego de cargos al exalcalde Martínez Zuleta por haber celebrado un contrato de obras públicas con Rodolfo Montero Crespo, integrante de la Junta Municipal de Licitaciones en representación del Concejo de Valledupar. El contrato se hizo para la construcción de la glorieta a la altura de la Casa Indígena, sobre la Avenida Hurtado y que tuvo un costo de $15 millones de pesos. Martínez alegó que Montero no hacía parte de la Junta de Licitaciones y que había autorizado el contrato con base en los trámites que había hecho su Secretaría de Obras Públicas y su Sección de Presupuesto.
La Procuraduría Regional del Cesar sancionó con destitución a Martínez Zuleta mediante la resolución 088 de diciembre de 1992, tras considerar que si violó el régimen de contrataciones municipales al suscribir contrato con Montero. La Procuraduría del Cesar también hizo relación a otro proceso por el pago de auxilios el 19 de diciembre de 1991 que violaba disposiciones constitucionales. Martínez aseguró, que su gobierno había pagado tres cuentas al Instituto Colombiano de Crédito Educativo y Estudios Técnicos en el Exterior (Icetex) que había hecho el entonces alcalde de Valledupar, Rodolfo Campo Soto durante su administración, en 1989.
El 27 de marzo de 1993, Martínez fue sancionado con destitución por la Procuraduría Regional del Cesar por las irregularidades cometidas.

### Partido de la U y Centro Democrático
Martínez desarrollo una estrecha amistad con Álvaro Uribe Vélez por lo que abandonó el Partido Liberal para militar en el Partido de la U, acompañándole en sus dos períodos presidenciales y luego en el Centro Democrático en el que apoyó su candidatura al senado de la república. En sus visitas a Valledupar el expresidente y senador Uribe se bañaba en el río Guatapurí por invitacioón de su amigo. Su nieto, Daniel Palacios Martínez hizo parte de la lista de Uribe al senado.

### Despedida a su amigo Rafael Escalona
El 14 de mayo de 2009, Martínez Zuleta y Santander Durán Escalona, fueron encargados por amigos y familia de decir las últimas palabras en el funeral del compositor de música vallenata, Rafael Escalona.

## Muerte
Martínez falleció el 4 de octubre de 2014 a los casi 87 años de edad tras complicaciones en su salud por problemas respiratorios. Martínez sufrió de un enfisema y un Epoc pulmonar por lo que había permanecido un tiempo hospitalizado en una Unidad de Cuidados Intensivos de una clínica de Valledupar. Dirigentes a nivel local, regional y nacional expresaron sus condolencias a la familia de Martínez y exaltaron su nombre.
Su cuerpo fue velado en cámara ardiente en la Biblioteca Departamental Rafael Carrillo Lúquez hasta el domingo 5 de octubre. Recibió homenajes póstumos con notas de estilos de la Gobernación del Cesar, la Alcaldía de Valledupar, la Asamblea del Cesar, el Concejo de Valledupar y la Cámara de Comercio. Igualmente de instituciones educativas como la Universidad Popular del Cesar.
Después de los homenajes y actos protocolarios, su cuerpo fue llevado a la Iglesia La Concepción, donde se llevó a cabo una misa. Su cuerpo fue llevado al cementerio en medio de una gran multitud de ciudadanos y al son de música vallenata a cargo de Los niños del vallenato del Turco Gil. 
Martínez fue enterrado en el Cementerio Central de Valledupar, bóveda 474.

## Honores
- Medalla al mérito Cacique Upar en la Orden Gran Cruz Extraordinaria.
- La Institución Educativa Aníbal Martínez Zuleta del corregimiento de Zapatosa, (Tamalameque, Cesar) fue nombrada en su honor.
- Ecoparque del río Guatapurí, por decreto del alcalde Fredys Socarrás.[41]
- Avenida Aníbal Martínez Zuleta (Sobre la Carrera 4.ª entre el Balneario Hurtado y la Calle 7 Bis en Valledupar).
- Archivo Departamental del Cesar Aníbal Martínez Zuleta, archivo del departamento del Cesar, inaugurado en 2015.

## Publicaciones
- MARTÍNEZ ZULETA, Aníbal. "Escolios y croniquillas de un país vallenato." s. l. Comercializadora Tefa, 1999.
- MARTÍNEZ ZULETA, Aníbal. "Monólogos y Diálogos Virtuales Ecológicos".
- MARTÍNEZ ZULETA, Aníbal. "La Región Septentrional, eje carbonífero de Colombia. Estrategia para el desarrollo".

Martínez Zuleta además fue coautor de 12 libros sobre control fiscal, como Director del Instituto Latinoamericano de Ciencias Fiscales.